# 日本のテレビアニメ作品一覧 (1990年代)
- アニメ > テレビアニメ > 日本のテレビアニメ作品一覧 > 日本のテレビアニメ作品一覧 (1990年代)
- アニメ > アニメ作品一覧 > 日本のテレビアニメ作品一覧 > 日本のテレビアニメ作品一覧 (1990年代)

日本のテレビアニメ作品一覧 (1990年代)（にほんのテレビアニメさくひんいちらん (1990ねんだい)）、1990年から1999年に放送された日本のテレビアニメ作品一覧。

## 1990年（平成2年）

### 1990年 1月 - 3月
| 開始日 - 終了日        | 作品名                                                              | 制作会社                                   | 主放送局・系列 | 話数    |
| ---------------------- | ------------------------------------------------------------------- | ------------------------------------------ | -------------- | ------- |
| 1月6日 - 12月29日      | 平成天才バカボン                                                    | スタジオぴえろ                             | CX             | 全46話  |
| 1月7日 - 1992年9月27日 | ちびまる子ちゃん（第1期）                                           | 日本アニメーション、亜細亜堂、ライフワーク | CX             | 全143話 |
| 1月9日 - 12月25日      | つる姫じゃ〜っ!                                                     | アウベック                                 | NTV            | 全49話  |
| 1月14日 - 12月23日     | 私のあしながおじさん                                                | 日本アニメーション                         | CX             | 全40話  |
| 2月1日 - 1991年2月12日 | キャッ党忍伝てやんでえ                                              | タツノコプロ                               | TX             | 全54話  |
| 2月3日 - 1991年1月26日 | 勇者エクスカイザー                                                  | サンライズ                                 | NBN            | 全48話  |
| 3月9日 - 1991年3月8日  | 魔神英雄伝ワタル2（第29話より『魔神英雄伝ワタル2 超激闘編』に改題） | サンライズ                                 | NTV            | 全46話  |
| 3月21日（特別番組）    | 雲のように風のように                                                | スタジオぴえろ                             | NTV            | 全1話   |
| 3月29日（特別番組）    | 宇宙を夢見た男たち                                                  | スタジオぎゃろっぷ                         | TBS            | 全1話   |

1. ↑  特番1話含む
2. ↑  総集編2話含む

### 1990年 4月 - 6月
| 開始日 - 終了日         | 作品名                         | 制作会社                                               | 主放送局・系列 | 話数    |
| ----------------------- | ------------------------------ | ------------------------------------------------------ | -------------- | ------- |
| 4月2日 - 1991年2月4日   | アイドル天使ようこそようこ     | 葦プロダクション                                       | TSC            | 全43話  |
| 4月2日 - 1991年2月8日   | たんけんゴブリン島             | 学研、スタジオぎゃろっぷ                               | NHK教育        | 全100話 |
| 4月3日（特別番組）      | オバタリアン                   | サンライズ                                             | ANB            | 全1話   |
| 4月6日 - 1991年1月4日   | NG騎士ラムネ&40                | 葦プロダクション                                       | TX             | 全38話  |
| 4月12日 - 1991年10月3日 | 楽しいムーミン一家             | テレスクリーン、テレイメージ、ビジュアル80（日蘭合作） | TX             | 全78話  |
| 4月13日 - 1991年4月12日 | ふしぎの海のナディア           | GAINAX、グループ・タック（日韓合作）                   | NHK総合        | 全39話  |
| 4月21日 - 12月22日      | もーれつア太郎（第2作）        | 東映動画                                               | ANB            | 全34話  |
| 4月23日 - 1991年3月29日 | ガタピシ                       | シンエイ動画                                           | ANB            | 全199話 |
| 5月2日 - 1991年3月27日  | 魔法のエンジェルスイートミント | 葦プロダクション                                       | TX             | 全47話  |
| 6月1日 - 1993年3月8日   | スパイラルゾーン               | ビジュアル80（日米合作）                               | NHK-BS2        | 全65話  |
| 6月29日（特別番組）     | 平成のシンデレラ 紀子さま物語  | スタジオコメット                                       | CX             | 全1話   |

1. ↑  総集編1話含む

### 1990年 7月 - 9月
| 開始日 - 終了日          | 作品名                                                     | 制作会社                               | 主放送局・系列 | 話数   |
| ------------------------ | ---------------------------------------------------------- | -------------------------------------- | -------------- | ------ |
| 7月2日 - 7月17日         | 魔法少女レインボーブライト                                 | 東京ムービー新社（日米仏合作）         | NHK-BS2        | 全13話 |
| 7月3日（特別番組）       | 藤子不二雄Aの夢魔子                                        | シンエイ動画                           | TBS            | 全3話  |
| 7月20日（特別番組）      | ルパン三世 ヘミングウェイ・ペーパーの謎                    | 東京ムービー新社                       | NTV            | 全1話  |
| 7月27日（特別番組）      | ダッシュ!四駆郎 ダッシュ軍団VSホライゾン軍団               | アウベック                             | TX             | 全1話  |
| 7月29日 - 1991年6月30日  | カラス天狗カブト                                           | 寺沢プロダクション、エーゼット         | NHK-BS2        | 全45話 |
| 7月29日 - 1992年10月28日 | ロビンフッドの大冒険                                       | タツノコプロ                           | NHK-BS2        | 全52話 |
| 8月15日 - 1998年4月2日   | ガジェット警部                                             | 東京ムービー新社（日・米・仏・加合作） | NHK-BS2        | 全86話 |
| 9月1日（特別番組）       | ミラクルジャイアンツ童夢くん めざせV2!うなれ友情の新魔球!! | スタジオぎゃろっぷ                     | NTV            | 全1話  |
| 9月2日 - 1992年5月10日   | まじかる☆タルるートくん                                    | 東映動画                               | ABC            | 全87話 |
| 9月15日（特別番組）      | コボちゃんスペシャル 秋がいっぱい!!                        | エイケン                               | YTV            | 全1話  |

### 1990年 10月 - 12月
| 開始日 - 終了日           | 作品名                        | 制作会社           | 主放送局・系列 | 話数   |
| ------------------------- | ----------------------------- | ------------------ | -------------- | ------ |
| 10月3日 - 1991年9月25日   | からくり剣豪伝ムサシロード    | スタジオぴえろ     | NTV            | 全50話 |
| 10月6日 - 1991年9月28日   | RPG伝説ヘポイ                 | スタジオぎゃろっぷ | TX             | 全50話 |
| 10月8日 - 1991年4月1日    | PEACH COMMAND 新桃太郎伝説    | ナック映画         | TX             | 全24話 |
| 10月9日 - 1991年4月30日   | 八百八町表裏 化粧師           | シンエイ動画       | TBS            | 全22話 |
| 10月12日 - 1991年10月6日  | 三丁目の夕日                  | グループ・タック   | MBS            | 全27話 |
| 10月18日 - 1991年9月26日  | 三つ目がとおる                | 手塚プロダクション | TX             | 全48話 |
| 10月19日 - 1991年3月22日  | 江戸っ子ボーイ がってん太助   | スタジオぴえろ     | TX             | 全22話 |
| 11月5日 - 1991年9月16日   | ピグマリオ                    | 日本アニメーション | TX             | 全39話 |
| 11月27日 - 1991年11月12日 | らくごアニメ 滝田ゆう落語劇場 | 愛企画センター     | TBS            | 全26話 |

1. ↑  未放送6話含む
2. ↑  1989年12月30日にANBで一部話数を特番で先行放送

## 1991年（平成3年）

### 1991年 1月 - 3月
| 開始日 - 終了日                               | 作品名                          | 制作会社                                     | 主放送局・系列  | 話数    |
| --------------------------------------------- | ------------------------------- | -------------------------------------------- | --------------- | ------- |
| 1月5日 - 11月2日                              | おちゃめなふたご クレア学院物語 | 東京ムービー新社                             | NTV             | 全26話  |
| 1月5日 - 10月12日                             | おれは直角                      | スタジオぴえろ                               | CX              | 全36話  |
| 1月11日 - 4月5日                              | ドラゴンクエスト（第2部）       | スタジオコメット                             | CX              | 全11話  |
| 1月12日 - 1992年2月29日                       | きんぎょ注意報!                 | 東映動画                                     | ANB             | 全54話  |
| 1月13日 - 12月22日                            | トラップ一家物語                | 日本アニメーション                           | CX              | 全40話  |
| 1月28日 - 1992年4月3日 5月5日 - 1993年4月12日 | おばけのホーリー                | スタジオ・ジュニオ                           | NHK総合→NHK教育 | 全200話 |
| 2月2日 - 1992年2月1日                         | 太陽の勇者ファイバード          | サンライズ                                   | NBN             | 全48話  |
| 2月2日 - 7月27日                              | 人魚姫 マリーナの冒険           | テレスクリーン、テレ・イメージ（日米仏合作） | CX              | 全26話  |
| 2月11日 - 1992年1月27日                       | ゲッターロボ號                  | 東映動画                                     | TX              | 全50話  |
| 2月19日 - 1992年2月11日                       | 緊急発進セイバーキッズ          | 東京ムービー新社                             | TX              | 全50話  |
| 3月12日 - 1992年3月24日                       | 笑ゥせぇるすまん（第2期）       | シンエイ動画                                 | TBS             | 全51話  |
| 3月15日 - 12月20日                            | 新世紀GPXサイバーフォーミュラ   | サンライズ                                   | NTV             | 全37話  |
| 3月25日 - 4月6日                              | ギャラクシー・ハイスクール      | 東京ムービー新社（日米合作）                 | NHK-BS2         | 全13話  |

1. ↑  総集編3話含む
2. ↑  特番4話含む

### 1991年 4月 - 6月
| 開始日 - 終了日                                        | 作品名                                                                         | 制作会社                                       | 主放送局・系列 | 話数    |
| ------------------------------------------------------ | ------------------------------------------------------------------------------ | ---------------------------------------------- | -------------- | ------- |
| 4月1日 - 9月27日                                       | おてんきボーイズ                                                               | グルーパープロダクション                       | CX             | 全30話  |
| 4月1日 - 12月27日                                      | ハローESCARGOT島                                                               | アウベック、テレ・イメージ                     | NHK教育        | 全100話 |
| 4月3日 - 1992年3月25日                                 | 絶対無敵ライジンオー                                                           | サンライズ                                     | TX             | 全51話  |
| 4月4日 - 1992年3月26日                                 | ジャンケンマン                                                                 | 葦プロダクション                               | TX             | 全51話  |
| 4月5日 - 1992年11月18日 2000年12月11日 - 2003年7月11日 | タイニー・トゥーンズ（TX版作品名:『スピルバーグのアニメ タイニー・トゥーン』） | 東京ムービー新社（日米合作）                   | TX→CN          | 全97話  |
| 4月8日 - 9月30日                                       | えくぼおうじ（第1期）                                                          | フジテレビ                                     | CX             | 全50話  |
| 4月8日 - 12月23日                                      | 機甲警察メタルジャック                                                         | サンライズ、スタジオディーン                   | TX             | 全37話  |
| 4月8日 - 9月27日 1992年4月5日                          | どろろんぱっ!                                                                  | シンエイ動画                                   | ANB            | 全115話 |
| 4月9日 - 1992年4月7日                                  | ちいさなおばけアッチ・コッチ・ソッチ                                           | スタジオぴえろ                                 | NTV            | 全50話  |
| 4月11日 - 12月28日                                     | 少年アシベ                                                                     | ライフワーク                                   | TBS            | 全37話  |
| 4月12日 - 1992年3月13日                                | ハイスクールミステリー学園七不思議                                             | スタジオコメット                               | CX             | 全41話  |
| 4月19日 - 1992年3月27日                                | アニメひみつの花園                                                             | 学研、アウベック                               | NHK総合        | 全39話  |
| 4月28日 - 10月10日                                     | シティーハンター'91                                                            | サンライズ                                     | YTV            | 全13話  |
| 5月2日 - 1992年3月26日                                 | 21エモン                                                                       | シンエイ動画                                   | ANB            | 全39話  |
| 5月4日 - 9月28日                                       | OH!MYコンブ                                                                    | スタジオ古留美                                 | TBS            | 全22話  |
| 5月6日 - 7月15日 1993年10月6日 - 1995年9月27日         | ミュータント・タートルズ(BS2版作品名:『アイドル忍者タートルズ』)               | 東映動画（日米仏合作）                         | NHK-BS2→TX     | 全112話 |
| 5月13日 - 1992年10月21日                               | ダーク・ウォーター                                                             | タマ・プロダクション、マッドハウス（日米合作） | NHK-BS2        | 全13話  |
| 6月16日（特別番組）                                    | 満ちてくる時のむこうに                                                         | スタジオぴえろ                                 | NTV            | 全1話   |

1. ↑  総集編2話含む
2. ↑  TX（全78話放送）、CARTOON NETWORK（78話+未放送18話分+特番1話：全97話放送）
3. ↑  BS2（全52話放送）、TX（全102話放送）

### 1991年 7月 - 9月
| 開始日 - 終了日         | 作品名                            | 制作会社                                | 主放送局・系列 | 話数   |
| ----------------------- | --------------------------------- | --------------------------------------- | -------------- | ------ |
| 7月14日 - 1992年5月31日 | おにいさまへ…                     | 手塚プロダクション                      | NHK-BS2        | 全45話 |
| 7月22日 - 8月26日       | キャプテン・プラネット            | スタジオ古留美（日米合作）              | ANB            | 全26話 |
| 8月9日（特別番組）      | ルパン三世 ナポレオンの辞書を奪え | 東京ムービー新社                        | NTV            | 全1話  |
| 8月26日 - 12月17日      | デニス・ザ・メネス                | ディック→東映動画（日・米・仏・加合作） | WOWOW          | 全78話 |
| 9月6日（特別番組）      | ある日、ラブソングを              | グルーパープロダクション                | NHK総合        | 全3話  |
| 9月15日（特別番組）     | コボちゃんスペシャル 夢いっぱい!! | エイケン                                | YTV            | 全1話  |

### 1991年 10月 - 12月
| 開始日 - 終了日                | 作品名 | 制作会社                       | 主放送局・系列 | 話数   |
| ------------------------------ | --- | ------------------------------ | -------------- | ------ |
| 10月2日 - 1992年12月23日       | 魔法のプリンセス ミンキーモモ（第2作）（第38話より『魔法のプリンセス ミンキーモモ 夢を抱きしめて』に改題） | 葦プロダクション               | NTV            | 全65話 |
| 10月3日 - 11月8日              | レポーターブルース                                                                                         | 東京ムービー新社（日伊合作）   | NHK-BS2        | 全26話 |
| 10月4日 - 1992年9月25日        | ゲンジ通信あげだま                                                                                         | スタジオぎゃろっぷ             | TX             | 全51話 |
| 10月6日 - 1992年9月27日        | キン肉マン キン肉星王位争奪編                                                                              | 東映動画                       | NTV            | 全46話 |
| 10月10日 - 1992年3月26日       | 楽しいムーミン一家 冒険日記                                                                                | テレスクリーン、テレイメージ   | TX             | 全26話 |
| 10月10日 - 1992年9月24日       | 燃えろ!トップストライカー                                                                                  | 日本アニメーション（日仏合作） | TX             | 全49話 |
| 10月14日 - 1992年9月21日       | 炎の闘球児 ドッジ弾平                                                                                      | アニメーション21               | TX             | 全47話 |
| 10月17日 - 1992年9月24日       | ドラゴンクエスト ダイの大冒険（第1作）                                                                     | 東映動画                       | TBS            | 全46話 |
| 10月18日 - 1992年9月25日       | 横山光輝 三国志                                                                                            | エーゼット                     | TX             | 全47話 |
| 10月19日 - 1992年9月22日       | チエちゃん奮戦記 じゃりン子チエ                                                                            | 東京ムービー新社               | MBS            | 全39話 |
| 10月19日・10月26日（特別番組） | バカボンおそ松のカレーをたずねて三千里                                                                     | スタジオぴえろ                 | CX             | 全2話  |
| 11月2日 - 1992年9月26日        | 丸出だめ夫                                                                                                 | スタジオぴえろ                 | CX             | 全47話 |
| 11月9日 - 1992年9月5日         | わたしとわたし ふたりのロッテ                                                                              | 東京ムービー新社               | NTV            | 全29話 |
| 11月17日 - 1992年5月24日       | ウルトラマンキッズ 母をたずねて3000万光年                                                                  | 円谷プロダクション             | NHK-BS2        | 全26話 |
| 12月31日（特別番組）           | 森の妖精                                                                                                   | Bee・Media                     | NHK教育        | 全1話  |

1. ↑  総集編2話、未放送3話含む

## 1992年（平成4年）

### 1992年 1月 - 3月
| 開始日 - 終了日                 | 作品名                                                   | 制作会社                                   | 主放送局・系列 | 話数    |
| ------------------------------- | -------------------------------------------------------- | ------------------------------------------ | -------------- | ------- |
| 1月1日（特別番組）              | Dr.スランプ アラレちゃん んちゃ!! つおーいアラレとお友達 | 東映動画                                   | CX             | 全1話   |
| 1月10日 - 12月25日              | ママは小学4年生                                          | サンライズ                                 | NTV            | 全51話  |
| 1月12日 - 12月20日              | 大草原の小さな天使 ブッシュベイビー                      | 日本アニメーション                         | CX             | 全40話  |
| 2月3日 - 1993年1月18日          | 花の魔法使いマリーベル                                   | 葦プロダクション                           | TSC            | 全50話  |
| 2月8日 - 1993年1月23日          | 伝説の勇者ダ・ガーン                                     | サンライズ                                 | NBN            | 全46話  |
| 2月11日（特別番組）             | アニメ・ドキュメント ニッポン誕生 最新・騎馬民族説       | 虫プロダクション、グルーパープロダクション | NTV            | 全1話   |
| 2月11日（特別番組）             | ボーイフレンド                                           | マジックバス                               | TX             | 全1話   |
| 2月25日 - 1993年2月2日          | 宇宙の騎士テッカマンブレード                             | タツノコプロ                               | TX             | 全49話  |
| 3月7日 - 1993年2月27日          | 美少女戦士セーラームーン                                 | 東映動画                                   | ANB            | 全46話  |
| 3月24日 - 6月30日               | 藤子不二雄(A)のさすらいくん                              | シンエイ動画                               | TBS            | 全14話  |
| 3月31日 - 9月26日 1993年1月16日 | ヨーヨーの猫つまみ                                       | テレスクリーン、ビジュアル80               | NTV            | 全130話 |

### 1992年 4月 - 6月
| 開始日 - 終了日         | 作品名                                          | 制作会社                               | 主放送局・系列 | 話数    |
| ----------------------- | ----------------------------------------------- | -------------------------------------- | -------------- | ------- |
| 4月1日 - 1993年2月24日  | 元気爆発ガンバルガー                            | サンライズ                             | TX             | 全47話  |
| 4月1日 - 9月23日        | ファンタジーアドベンチャー 長靴をはいた猫の冒険 | ライフワーク（日伊合作）               | TX             | 全26話  |
| 4月3日 - 1993年3月27日  | サラダ十勇士トマトマン                          | アニメーション21                       | TX、TVQ        | 全50話  |
| 4月5日 - 1993年3月30日  | 超電動ロボ 鉄人28号FX                           | 東京ムービー新社                       | NTV            | 全47話  |
| 4月6日 - 9月28日        | えくぼおうじ（第2期）                           | フジテレビ                             | CX             | 全30話  |
| 4月6日 - 1993年3月29日  | 音楽ファンタジー・ゆめ（第1期）                 | NHK                                    | NHK教育        | 全50話  |
| 4月6日 - 1993年3月8日   | たのしい算数（実写+アニメ）                     | スタジオジュニオ、スターシップ         | NHK教育        | 全22話  |
| 4月6日 - 1993年3月19日  | チロリン村物語                                  | C&Dディストリビューション              | NHK教育        | 全170話 |
| 4月6日 - 1993年3月8日   | まんが日本史（第2作）                           | グループ・タック                       | NHK教育        | 全44話  |
| 4月6日 - 1993年3月29日  | Let's have fun!                                 | クリエイト・エム                       | NHK教育        | 全26話  |
| 4月7日 - 1993年3月30日  | お〜い!竜馬                                     | 日本ヘラルド映画、アニメーション21     | NHK総合        | 全39話  |
| 4月8日 - 1993年3月10日  | 地球SOS それいけコロリン（実写+アニメ）         | スタジオぎゃろっぷ                     | NHK教育        | 全26話  |
| 4月9日 - 1995年5月25日  | クッキングパパ                                  | エイケン、サンシャインコーポレーション | ABC            | 全151話 |
| 4月13日 - 放送中        | クレヨンしんちゃん                              | シンエイ動画                           | ANB→EX         |         |
| 4月13日 - 7月15日       | テイルスピン                                    | WDAJ（日米合作）                       | WOWOW          | 全65話  |
| 4月14日 - 1993年4月24日 | あしたへフリーキック                            | 葦プロダクション                       | NTV→SDT        | 全52話  |
| 4月17日 - 9月25日       | まぼろしまぼちゃん                              | スタジオコメット                       | CX             | 全24話  |
| 4月23日 - 10月1日       | 見ると強くなる 痛快! 横綱アニメ ああ播磨灘      | イージー・フィルム                     | TX             | 全23話  |
| 5月17日 - 1993年4月4日  | スーパービックリマン                            | 東映動画                               | ABC            | 全44話  |
| 6月7日 - 12月6日        | 妖精ディック                                    | 瑞鷹、グルーパープロダクション         | NHK-BS2        | 全26話  |

1. ↑  1990年12月25日・12月26日、1991年7月22日 - 8月1日にNHK教育でパイロット版の放送を実施
2. ↑  全147回放送
3. ↑  NTVでは同年9月29日の放送（第25話）で打ち切り。SDTでは11月4日より第26話以降を放送

### 1992年 7月 - 9月
| 開始日 - 終了日                       | 作品名                          | 制作会社               | 主放送局・系列  | 話数    |
| ------------------------------------- | ------------------------------- | ---------------------- | --------------- | ------- |
| 7月7日 - 9月29日                      | 笑ゥせぇるすまん（第3期）       | シンエイ動画           | TBS             | 全13話  |
| 7月12日（特別番組）                   | カワセミが危ない                | スタジオ古留美         | GTV             | 全1話   |
| 7月24日（特別番組）                   | ルパン三世 ロシアより愛をこめて | 東京ムービー新社       | NTV             | 全1話   |
| 8月24日 - 1993年7月16日 1994年1月19日 | ヤダモン                        | グループ・タック       | NHK総合→NHK教育 | 全170話 |
| 8月25日（特別番組）                   | 内田春菊の呪いのワンピース      | シンエイ動画           | TBS             | 全3話   |
| 9月15日（特別番組）                   | はん画ふるさとばなし            | ライフワーク           | ANB             | 全2話   |
| 9月30日 - 1993年3月31日               | おやゆび姫物語                  | メルヘン社（日伊合作） | TX              | 全26話  |

1. ↑  特番1話含む

### 1992年 10月 - 12月
| 開始日 - 終了日                                | 作品名                               | 制作会社                                                                               | 主放送局・系列 | 話数    |
| ---------------------------------------------- | ------------------------------------ | -------------------------------------------------------------------------------------- | -------------- | ------- |
| 10月2日 - 1993年12月3日                        | 姫ちゃんのリボン                     | スタジオぎゃろっぷ                                                                     | TX             | 全61話  |
| 10月3日 - 1993年3月27日                        | 少年アシベ2                          | ライフワーク                                                                           | TBS            | 全25話  |
| 10月4日 - 1994年12月25日                       | ツヨシしっかりしなさい               | スタジオコメット                                                                       | CX             | 全112話 |
| 10月5日 - 1993年4月4日                         | スペースオズの冒険                   | E&G FILMS                                                                              | TX             | 全26話  |
| 10月5日 - 1994年3月18日                        | ノンタンといっしょ                   | スタジオぴえろ                                                                         | CX             | 全265話 |
| 10月9日 - 1993年3月19日                        | スーパーヅガン                       | スタジオ・ディーン                                                                     | CX             | 全21話  |
| 10月9日 - 12月30日                             | ともだちでいようね（第1期）          | グループ・タック                                                                       | CX             | 全13話  |
| 10月10日 - 1993年10月2日                       | 南国少年パプワくん                   | 日本アニメーション                                                                     | ANB            | 全42話  |
| 10月10日 - 1993年3月27日                       | フランダースの犬 ぼくのパトラッシュ  | 東京ムービー新社                                                                       | NTV            | 全26話  |
| 10月10日 - 1995年1月7日                        | 幽☆遊☆白書                           | studioぴえろ                                                                           | CX             | 全112話 |
| 10月15日 - 1993年9月30日                       | 風の中の少女 金髪のジェニー          | 日本アニメーション                                                                     | TX             | 全52話  |
| 10月15日 - 1993年12月31日                      | カリメロ（第2作）                    | テレ・イメージ→ビジュアル80                                                            | TX             | 全52話  |
| 10月16日 - 1993年6月18日 8月24日               | みかん絵日記                         | 日本アニメーション                                                                     | CBC            | 全31話  |
| 10月18日 - 1993年12月26日                      | ママガウロの使える英語               | イースト                                                                               | ABC            | 全51話  |
| 10月19日 - 1994年3月21日                       | コボちゃん                           | エイケン、メルヘン社                                                                   | YTV            | 全63話  |
| 12月2日 - 1993年9月29日 2000年8月7日 - 9月11日 | バットマン                           | 東京ムービー新社、スペクトル・アニメーション、サンライズ、スタジオジュニオ（日米合作） | TX→CN          | 全69話  |
| 12月11日（特別番組）                           | 美味しんぼ 究極対至高 長寿料理対決!! | シンエイ動画                                                                           | NTV            | 全1話   |
| 12月23日（特別番組）                           | バトルファイターズ 餓狼伝説          | スタジオコメット                                                                       | CX             | 全1話   |
| 12月26日（特別番組）                           | 笑ゥせぇるすまんスペシャル           | シンエイ動画                                                                           | TBS            | 全4話   |

1. ↑  総集編6話含む
2. ↑  未放送2話含む
3. ↑  未放送2話含む
4. ↑  TX（全43話放送）、CN（43話+未放送26話分：全69話放送）

## 1993年（平成5年）

### 1993年 1月 - 3月
| 開始日 - 終了日         | 作品名                                  | 制作会社                   | 主放送局・系列 | 話数   |
| ----------------------- | --------------------------------------- | -------------------------- | -------------- | ------ |
| 1月8日 - 12月24日       | ミラクル☆ガールズ                       | ジャパンタップス、亜細亜堂 | NTV            | 全51話 |
| 1月17日 - 12月19日      | 若草物語 ナンとジョー先生               | 日本アニメーション         | CX             | 全40話 |
| 1月25日 - 7月19日       | 無責任艦長タイラー                      | タツノコプロ               | TSC            | 全26話 |
| 1月30日 - 1994年1月22日 | 勇者特急マイトガイン                    | サンライズ                 | NBN            | 全47話 |
| 3月3日 - 1994年2月23日  | 熱血最強ゴウザウラー                    | サンライズ                 | TX             | 全51話 |
| 3月6日 - 1994年3月12日  | 美少女戦士セーラームーンR               | 東映動画                   | ANB            | 全43話 |
| 3月20日（特別番組）     | 太陽の日アニメスペシャル 太陽がいっぱい | スタジオぎゃろっぷ         | NTV            | 全1話  |

1. ↑  総集編4話含む

### 1993年 4月 - 6月
| 開始日 - 終了日                        | 作品名                                 | 制作会社                  | 主放送局・系列  | 話数    |
| -------------------------------------- | -------------------------------------- | ------------------------- | --------------- | ------- |
| 4月2日 - 1994年3月25日                 | 機動戦士Vガンダム                      | サンライズ                | ANB             | 全51話  |
| 4月3日 - 7月2日                        | テディ・ラクスピンの冒険               | ディック（日米加合作）    | NHK-BS2         | 全65話  |
| 4月5日 - 1994年4月1日 7月23日・7月30日 | アニメ ブルーナの絵本（第1期）         | （日蘭合作）              | NHK教育→NHK-BS2 | 全52話  |
| 4月5日 - 1994年1月27日                 | 恐竜惑星（実写+アニメCG）              | スタジオジュニオ          | NHK教育         | 全60話  |
| 4月5日 - 1995年3月17日                 | ポコニャン!                            | アニメーション21          | NHK総合→NHK教育 | 全170話 |
| 4月6日 - 1994年3月29日                 | 疾風!アイアンリーガー                  | サンライズ                | TX              | 全52話  |
| 4月6日（特別番組）                     | 笑ゥせぇるすまん 春の特大号            | シンエイ動画              | TBS             | 全5話   |
| 4月9日 - 1994年4月1日                  | 剣勇伝説YAIBA                          | パステル                  | TX              | 全52話  |
| 4月10日 - 1994年3月19日                | 忍たま乱太郎（第1期）                  | 学研、亜細亜堂            | NHK総合         | 全47話  |
| 4月11日 - 1994年3月6日                 | GS美神                                 | 東映動画                  | ABC             | 全45話  |
| 4月19日 - 1997年2月14日                | ピーターラビットとなかまたち           | （日英合作）              | CX              | 全9話   |
| 5月5日（特別番組）                     | ブロンディとダグウッド                 | 東映動画（日米合作）      | NHK-BS2         | 全1話   |
| 5月5日（特別番組）                     | 海がきこえる                           | スタジオジブリ            | ANB             | 全1話   |
| 5月7日 - 1994年3月6日                  | ドラゴンリーグ                         | スタジオぎゃろっぷ        | CX              | 全39話  |
| 6月20日 - 1994年3月27日                | キャンディジェーンの不思議なドロップス | nobuto fukutsu production | WOWOW           | 全39話  |

1. ↑  1992年12月29日・12月30日にNHK総合で『ブルーナのうさぎのミッフィーちゃん』として先行放送を実施
2. ↑  日本側は講談社が制作に参加
3. ↑  未放送1話含む
4. ↑  日本側はフジテレビとポニーキャニオンが製作に参加

### 1993年 7月 - 9月
| 開始日 - 終了日        | 作品名                                                 | 制作会社           | 主放送局・系列 | 話数   |
| ---------------------- | ------------------------------------------------------ | ------------------ | -------------- | ------ |
| 7月3日 - 8月28日       | 3丁目のタマ うちのタマ知りませんか?（第1期）           | グループ・タック   | MBS            | 全9話  |
| 7月21日 - 10月22日     | ダックにおまかせ ダークウィング・ダック                | WDAJ（日米合作）   | WOWOW          | 全65話 |
| 7月22日（特別番組）    | みんなの楽しい夏休み                                   | パステル           | NHK-BS2        | 全1話  |
| 7月23日（特別番組）    | ルパン三世 ルパン暗殺指令                              | 東京ムービー新社   | NTV            | 全1話  |
| 7月26日 - 12月25日     | ねことスーパーマウス（実写+アニメCG）                  | -                  | NHK総合        | 全18話 |
| 7月31日（特別番組）    | バトルファイターズ 餓狼伝説2                           | スタジオコメット   | CX             | 全1話  |
| 8月6日（特別番組）     | ヒロシマに一番電車が走った ～300通の被爆体験手記から～ | マッドハウス       | NHK総合        | 全1話  |
| 9月4日 - 1994年8月27日 | ムカムカパラダイス                                     | 日本アニメーション | MBS            | 全51話 |

1. ↑  OVA（計6話）の放送含む

### 1993年 10月 - 12月
| 開始日 - 終了日          | 作品名                        | 制作会社           | 主放送局・系列 | 話数    |
| ------------------------ | ----------------------------- | ------------------ | -------------- | ------- |
| 10月5日 - 1994年9月29日  | うちのショコラ                | スタジオぎゃろっぷ | CX             | 全98話  |
| 10月5日 - 1994年3月8日   | ドンラゴン                    | トランス・アーツ   | TX             | 全12話  |
| 10月7日 - 1994年3月31日  | 楽しいウイロータウン          | E&G FILMS          | TX             | 全26話  |
| 10月14日 - 1994年9月29日 | ジャングルの王者ターちゃん♡   | グループ・タック   | TX             | 全50話  |
| 10月14日 - 1994年9月22日 | 平成イヌ物語バウ              | 日本アニメーション | ANB            | 全40話  |
| 10月16日 - 1996年3月23日 | SLAM DUNK                     | 東映動画           | ANB            | 全103話 |
| 11月4日 - 12月14日       | ともだちでいようね（第2期）   | グループ・タック   | CX             | 全13話  |
| 11月7日 - 1994年12月25日 | 蒼き伝説シュート!             | 東映動画           | CX             | 全58話  |
| 12月3日（特別番組）      | 美味しんぼ 日米コメ戦争       | シンエイ動画       | NTV            | 全1話   |
| 12月13日 - 2008年3月31日 | しましまとらのしまじろう      | スタジオ旗艦       | TSC            | 全726話 |
| 12月23日（特別番組）     | バトルスピリッツ 龍虎の拳     | スタジオコメット   | CX             | 全1話   |
| 12月28日（特別番組）     | 笑ゥせぇるすまん 年忘れ特大号 | シンエイ動画       | TBS            | 全5話   |

1. ↑  特番2話含む

## 1994年（平成6年）

### 1994年 1月 - 3月
| 開始日 - 終了日              | 作品名                            | 制作会社                               | 主放送局・系列 | 話数   |
| ---------------------------- | --------------------------------- | -------------------------------------- | -------------- | ------ |
| 1月2日（特別番組）           | 景山民夫のダブルファンタジー      | シンエイ動画                           | TBS            | 全1話  |
| 1月2日（特別番組）           | 死にぞこない係長                  | サンライズ                             | TBS            | 全1話  |
| 1月7日 - 1995年6月30日       | 赤ずきんチャチャ                  | スタジオぎゃろっぷ                     | TX             | 全74話 |
| 1月9日 - 1月30日             | アーシャ                          | CHANNEL Z                              | WOWOW          | 全4話  |
| 1月16日・8月21日（特別番組） | 中崎タツヤ スーパーギャグシアター | シンエイ動画                           | TBS            | 全2話  |
| 1月16日 - 12月18日           | 七つの海のティコ                  | 日本アニメーション                     | CX             | 全39話 |
| 2月5日 - 1995年1月28日       | 勇者警察ジェイデッカー            | サンライズ                             | NBN            | 全48話 |
| 2月13日 - 3月6日             | 森のサーカス                      | ソニー･ピクチャーズ エンタテインメント | WOWOW          | 全4話  |
| 3月13日 - 1995年9月3日       | ママレード・ボーイ                | 東映動画                               | ABC            | 全76話 |
| 3月19日 - 1995年2月25日      | 美少女戦士セーラームーンS         | 東映動画                               | ANB            | 全38話 |

1. ↑  未放送1話含む

### 1994年 4月 - 6月
| 開始日 - 終了日         | 作品名                                                         | 制作会社                                 | 主放送局・系列   | 話数       |
| ----------------------- | -------------------------------------------------------------- | ---------------------------------------- | ---------------- | ---------- |
| 4月2日 - 1995年4月8日   | モンタナ・ジョーンズ                                           | スタジオジュニオ（日伊合作）             | NHK総合          | 全52話     |
| 4月3日 - 9月25日        | 3丁目のタマ うちのタマ知りませんか?（第2期）                   | グループ・タック                         | MBS              | 全26話     |
| 4月4日 - 1995年3月24日  | カラオケ戦士マイク次郎                                         | スタジオ旗艦                             | NHK-BS2          | 全20話     |
| 4月4日 - 12月26日       | ゴールFH                                                       | イメージ・ケイ                           | NHK-BS2          | 全39話     |
| 4月4日 - 1995年3月27日  | サッカーフィーバー                                             | 東京ムービー新社（日伊合作）             | NHK-BS2          | 全52話     |
| 4月4日 - 1995年1月24日  | ジーンダイバー（実写+アニメCG）                                | スタジオジュニオ                         | NHK教育          | 全56話     |
| 4月4日 -                | プチプチ・アニメ                                               | NHKエンタープライズ                      | NHK-BS2、NHK教育 | [ 注18 3 ] |
| 4月5日 - 1995年1月3日   | 超くせになりそう                                               | スタジオ旗艦                             | NHK-BS2          | 全39話     |
| 4月5日 - 1995年3月28日  | 覇王大系リューナイト                                           | サンライズ                               | TX               | 全52話     |
| 4月5日 - 1995年3月28日  | レッドバロン                                                   | 東京ムービー新社                         | NTV              | 全49話     |
| 4月6日 - 1995年3月29日  | 白雪姫の伝説                                                   | タツノコプロ（日伊合作）                 | NHK-BS2          | 全52話     |
| 4月6日 - 1995年3月23日  | とっても!ラッキーマン                                          | スタジオぴえろ                           | TX               | 全50話     |
| 4月7日 - 1995年1月5日   | おまかせスクラッパーズ                                         | ACCプロダクション、ジェイ・シー・エフ    | NHK-BS2          | 全39話     |
| 4月8日 - 1995年3月31日  | 銀河戦国群雄伝ライ                                             | イージー・フイルム                       | TX               | 全52話     |
| 4月9日 - 4月23日        | ぐりむのあな                                                   | -                                        | NHK教育          | 全3話      |
| 4月9日 - 12月24日       | ヤマトタケル                                                   | 日本アニメーション、ベガエンタテイメント | TBS              | 全37話     |
| 4月10日 - 5月1日        | インコ男爵の館                                                 | BUN SADAKA                               | WOWOW            | 全4話      |
| 4月14日（特別番組）     | Shakespeare: The Animated Tales（「The Tempest」、「Hamlet」） | （日・露・英・米合作）                   | CX               | 全2話      |
| 4月22日 - 1995年3月31日 | 機動武闘伝Gガンダム                                            | サンライズ                               | ANB              | 全49話     |
| 5月8日 - 6月5日         | ミッドナイト・トリッパーズ                                     | CHANNEL Z                                | WOWOW            | 全4話      |
| 6月8日（特別番組）      | テレビ漫画 CONFIG.SYS（実写ドラマ+CGアニメ）                   | -                                        | CX               | 全24話     |
| 6月12日 - 7月3日        | トンチーズ                                                     | WOWOW                                    | WOWOW            | 全4話      |

1. ↑  厳密にはアニメ放送枠名であるが作品ごとでの掲載が困難であるため、便宜上一括して掲載する。
2. ↑  国内作品・国外作品混在
3. ↑  複数作品且つ再放送が非常に多いため話数のカウントは行わないものとする。
4. ↑  日本側はフジサンケイグループが製作に参加
5. ↑  全1回放送

### 1994年 7月 - 9月
| 開始日 - 終了日        | 作品名                                       | 制作会社                   | 主放送局・系列 | 話数   |
| ---------------------- | -------------------------------------------- | -------------------------- | -------------- | ------ |
| 7月8日 - 9月30日       | メタルファイター♥MIKU                        | J.C.STAFF                  | TX             | 全13話 |
| 7月10日 - 12月25日     | ゼロの惑星                                   | -                          | WOWOW          | 全25話 |
| 7月29日（特別番組）    | ルパン三世 燃えよ斬鉄剣                      | 東京ムービー新社           | NTV            | 全1話  |
| 8月1日 - 12月22日      | パパはグーフィー                             | WDAJ（日米合作）           | WOWOW          | 全79話 |
| 8月15日 - 9月21日      | 学校のコワイうわさ 花子さんがきた!!（第1期） | グループ・タック           | CX             | 全10話 |
| 8月26日 - 1995年3月3日 | ハックルベリー・フィン物語                   | アウベック（日伊合作）     | NHK-BS2        | 全26話 |
| 9月3日 - 1995年8月26日 | 愛と勇気のピッグガール とんでぶーりん        | 日本アニメーション         | MBS            | 全51話 |
| 9月5日 - 12月20日      | あそぼトイちゃん（第1期）                    | ふいるむ・まじっくらんたん | TX             | 全33話 |
| 9月15日（特別番組）    | コボちゃんスペシャル 祭りがいっぱい!         | エイケン                   | YTV            | 全1話  |
| 9月18日（特別番組）    | サムライスピリッツ -破天降魔の章-            | スタジオコメット           | CX             | 全1話  |
| 9月21日（特別番組）    | バッドばつ丸のオレのポチは世界一             | グルーパープロダクション   | TX             | 全1話  |
| 9月28日（特別番組）    | バッドばつ丸の男度胸の思いやり               | グルーパープロダクション   | TX             | 全1話  |

1. ↑  特番1話含む

### 1994年 10月 - 12月
| 開始日 - 終了日                              | 作品名                                      | 制作会社                         | 主放送局・系列    | 話数     |
| -------------------------------------------- | ------------------------------------------- | -------------------------------- | ----------------- | -------- |
| 10月3日 - 2013年3月30日                      | 親子クラブ（実写+アニメ）                   | エイケン                         | CX                | 全1818話 |
| 10月3日 - 1996年2月2日                       | ゴー!ゴー!コニーちゃん!                     | エッグ                           | CX                | 全239話  |
| 10月3日 - 放送中                             | 忍たま乱太郎（第2期以降）                   | 亜細亜堂                         | NHK教育→NHK Eテレ |          |
| 10月5日 - 1995年3月29日                      | BLUE SEED                                   | Production I.G、葦プロダクション | TX                | 全26話   |
| 10月6日 - 1995年7月6日                       | ピンク・パンサー                            | （日米合作）                     | TX                | 全40話   |
| 10月7日 - 12月28日                           | 真拳伝説タイトロード                        | 東映動画                         | TX                | 全13話   |
| 10月7日 - 12月23日                           | D・N・A² 〜何処かで失くしたあいつのアイツ〜 | マッドハウス、スタジオディーン   | NTV               | 全12話   |
| 10月10日 - 1996年4月15日                     | 音楽ファンタジー・ゆめ（第2期）             | -                                | NHK教育           | 全30話   |
| 10月13日 - 1995年9月14日                     | 魔法陣グルグル                              | 日本アニメーション               | ABC               | 全45話   |
| 10月16日 - 1995年9月24日                     | マクロス7                                   | 葦プロダクション                 | MBS               | 全52話   |
| 10月17日 - 1995年11月27日                    | 魔法騎士レイアース                          | 東京ムービー新社                 | YTV               | 全49話   |
| 10月21日 - 1995年12月22日                    | キャプテン翼J                               | スタジオコメット                 | CX                | 全47話   |
| 10月31日 - 1996年2月1日                      | リトル・マーメイド                          | WDAJ（日米合作）                 | WOWOW             | 全31話   |
| 11月13日 - 1995年3月5日                      | きょうふのキョーちゃん                      | TEAビデオセンター                | CX                | 全7話    |
| 11月28日 - 12月22日                          | サイボーグ花ちゃん                          | デルタボーズ                     | NHK-BS2           | 全12話   |
| 12月25日 - 2000年12月24日                    | ストレイシープの大冒険                      | -                                | CX                | 全13話   |
| 12月28日・1995年8月23日 12月29日（特別番組） | アニメ わいわいドンブリ                     | NHK                              | NHK教育           | 全3話    |

1. ↑  全1665回放送
2. ↑  日本側はテレビ東京が共同出資形式で製作に参加
3. ↑  未放送3話含む

## 1995年（平成7年）

### 1995年 1月 - 3月
| 開始日 - 終了日         | 作品名                                       | 制作会社                     | 主放送局・系列 | 話数   |
| ----------------------- | -------------------------------------------- | ---------------------------- | -------------- | ------ |
| 1月7日（特別番組）      | ハローキティの幸せのチューリップ             | グルーパープロダクション     | NHK-BS2        | 全1話  |
| 1月8日 - 3月26日        | キャンディジェーンのランデブー               | nobuto fukutsu production    | WOWOW          | 全12話 |
| 1月8日 - 12月24日       | 空想科学世界ガリバーボーイ                   | 東映動画                     | CX             | 全50話 |
| 1月8日 -                | ちびまる子ちゃん（第2期）                    | 日本アニメーション、亜細亜堂 | CX             |        |
| 1月9日 - 12月25日       | 鬼神童子ZENKI                                | スタジオ・ディーン           | TX             | 全51話 |
| 1月14日 - 1996年2月24日 | NINKU -忍空-                                 | studioぴえろ                 | CX             | 全55話 |
| 1月15日 - 12月17日      | ロミオの青い空                               | 日本アニメーション           | CX             | 全33話 |
| 2月4日 - 1996年1月27日  | 黄金勇者ゴルドラン                           | サンライズ                   | NBN            | 全48話 |
| 2月19日（特別番組）     | 闇夜の時代劇（「老いの坂」、「正体を見る」） | サンライズ                   | NTV            | 全2話  |
| 3月4日 - 1996年3月2日   | 美少女戦士セーラームーンSuperS               | 東映動画                     | ANB            | 全40話 |
| 3月27日 - 4月7日        | 学校のコワイうわさ 花子さんがきた!!（第2期） | グループ・タック             | CX             | 全10話 |

1. ↑  特番1話含む

### 1995年 4月 - 6月
| 開始日 - 終了日             | 作品名                                   | 制作会社                           | 主放送局・系列 | 話数   |
| --------------------------- | ---------------------------------------- | ---------------------------------- | -------------- | ------ |
| 4月2日 - 12月24日           | 恐竜冒険記ジュラトリッパー               | 葦プロダクション（日伊合作）       | TX             | 全39話 |
| 4月2日 - 9月24日            | 天地無用!                                | AIC                                | TX             | 全26話 |
| 4月3日 - 9月22日            | プラネット・パラダイス                   | クリエイト・M、リップルフィルム    | NHK教育        | 全65話 |
| 4月4日 - 12月29日           | あずきちゃん（第1期）                    | マッドハウス                       | NHK-BS2        | 全39話 |
| 4月4日 - 9月26日            | 獣戦士ガルキーバ                         | サンライズ                         | TX             | 全26話 |
| 4月4日 - 4月25日・11月2日   | NEO HYPER KIDS COMPUTER ANIMATED SERIES  | -                                  | NTV            | 全5話  |
| 4月5日 - 1996年3月27日      | 愛天使伝説ウェディングピーチ             | ケイエスエス、OLM                  | TX             | 全51話 |
| 4月5日 - 1996年1月16日      | アリス探偵局（第1期）                    | イメージ・ケイ、スタジオジュニオ   | NHK教育        | 全28話 |
| 4月5日 - 1996年1月24日      | ヤンボウ ニンボウ トンボウ               | スタジオ古留美、イメージ・ケイ     | NHK-BS2        | 全39話 |
| 4月6日 - 9月28日            | 行け!稲中卓球部                          | グルーパープロダクション           | TBS            | 全26話 |
| 4月6日 - 1996年3月28日      | バイカーマイス                           | ムーク（日米合作）                 | NHK-BS2        | 全46話 |
| 4月6日 - 1996年3月28日      | ふしぎ遊戯                               | スタジオぴえろ                     | TX             | 全52話 |
| 4月7日 - 1996年1月26日      | 十二戦支 爆烈エトレンジャー              | シャフト                           | NHK-BS2        | 全39話 |
| 4月7日 - 1996年3月29日      | 新機動戦記ガンダムW                      | サンライズ                         | ANB            | 全49話 |
| 4月7日 - 1997年10月23日     | 新くまのプーさん                         | 東京ムービー新社（日米合作）       | TX             | 全50話 |
| 4月7日 - 9月29日            | スレイヤーズ                             | イージーフィルム                   | TX             | 全26話 |
| 4月7日 - 9月29日            | 世界名作童話シリーズ ワ〜ォ!メルヘン王国 | 東映動画（日伊合作）               | CX             | 全26話 |
| 4月8日 - 1996年3月30日      | 飛べ!イサミ                              | グループ・タック                   | NHK教育        | 全50話 |
| 4月10日 - 11月27日          | ストリートファイターII V                 | グループ・タック                   | YTV            | 全29話 |
| 4月20日 - 1996年3月28日     | ビット・ザ・キューピッド                 | グループ・タック、ビー・ユー・ジー | TX             | 全48話 |
| 4月20日 - 1996年3月28日     | ぼのぼの（第1作）                        | グループ・タック                   | TX             | 全48話 |
| 4月26日 - 1996年3月29日     | クマのプー太郎                           | スタジオ・ディーン                 | CX             | 全30話 |
| 6月1日 - 1996年3月21日      | H2                                       | 葦プロダクション                   | ABC            | 全41話 |
| 6月13日 - 7月22日           | a piece of PHANTASMAGORIA                | プロジェクトチームサラ             | NHK-BS2        | 全15話 |
| 6月27日・7月4日（特別番組） | キキとララのママってすてき!              | グルーパープロダクション           | TX             | 全2話  |

1. 1 2  総集編1話含む
2. ↑  総集編2話含む
3. ↑  未放送5話含む
4. ↑  未放送2話含む
5. ↑  未放送3話含む

### 1995年 7月 - 9月
| 開始日 - 終了日                   | 作品名                                       | 制作会社                                                            | 主放送局・系列   | 話数   |
| --------------------------------- | -------------------------------------------- | ------------------------------------------------------------------- | ---------------- | ------ |
| 7月7日 - 1996年3月29日            | ナースエンジェルりりかSOS                    | スタジオぎゃろっぷ                                                  | TX               | 全35話 |
| 7月24日 - 8月4日                  | 学校のコワイうわさ 花子さんがきた!!（第3期） | グループ・タック                                                    | CX               | 全10話 |
| 8月1日 - 8月4日                   | マドレーヌ（CINARシリーズ）                  | スペクトル・アニメーション（日加仏合作）                            | NHK-BS2          | 全5話  |
| 8月4日（特別番組）                | ルパン三世 ハリマオの財宝を追え!!            | 東京ムービー新社                                                    | NTV              | 全1話  |
| 8月14日 - 1999年8月13日（不定期） | 野坂昭如戦争童話集 忘れてはイケナイ物語り    | 忘れてはイケナイ物語り 実行委員会、テル・ディレクターズ・ファミリィ | NHK-BS2→NHK-BShi | 全12話 |
| 9月2日 - 1996年8月31日            | ママはぽよぽよザウルスがお好き               | 日本アニメーション                                                  | MBS              | 全52話 |
| 9月10日 - 1996年9月1日            | ご近所物語                                   | 東映動画                                                            | ABC              | 全50話 |

1. ↑  未放送1話含む

### 1995年 10月 - 12月
| 開始日 - 終了日          | 作品名                                       | 制作会社                                | 主放送局・系列 | 話数   |
| ------------------------ | -------------------------------------------- | --------------------------------------- | -------------- | ------ |
| 10月3日 - 1996年3月26日  | 爆れつハンター                               | XEBEC                                   | TX             | 全26話 |
| 10月3日 - 1997年3月31日  | モジャ公                                     | O･L･M                                   | TX             | 全74話 |
| 10月4日 - 1996年3月27日  | 新世紀エヴァンゲリオン                       | タツノコプロ、GAINAX                    | TX             | 全26話 |
| 10月5日 - 1996年3月28日  | あそぼトイちゃん（第2期）                    | ふいるむ・まじっくらんたん              | TX             | 全20話 |
| 10月5日 - 1996年3月21日  | 闘魔鬼神伝ONI                                | J.C.STAFF                               | TX             | 全25話 |
| 10月5日 - 1996年3月28日  | ドッカン!ロボ天どん                          | タツノコプロ                            | TX             | 全26話 |
| 10月5日 - 1996年3月28日  | NOOBOW                                       | スタジオ・ジュニオ                      | TX             | 全26話 |
| 10月6日 - 1996年3月29日  | 神秘の世界エルハザード                       | AIC                                     | TX             | 全26話 |
| 10月9日 - 1996年6月27日  | バーチャファイター                           | 東京ムービー新社→キョクイチ東京ムービー | TX             | 全35話 |
| 10月9日 - 1996年1月16日  | Marx Radio                                   | -                                       | NHK-BS2        | 全10話 |
| 10月12日 - 1996年9月12日 | 怪盗セイント・テール                         | 東京ムービー新社→キョクイチ東京ムービー | ABC            | 全45話 |
| 10月15日（特別番組）     | 孔子傳                                       | イメージ・ケイ、C&D（日台韓合作）       | NHK総合        | 全1話  |
| 11月3日 - 1996年11月17日 | アラジン                                     | WDAJ（日米合作）                        | WOWOW          | 全86話 |
| 11月11日（特別番組）     | ズッコケ三人組 楠屋敷のグルグル様            | J.C.STAFF                               | NTV            | 全1話  |
| 12月25日 - 12月29日      | 学校のコワイうわさ 花子さんがきた!!（第4期） | グループ・タック                        | CX             | 全5話  |

1. ↑  特番2話含む

## 1996年（平成8年）

### 1996年 1月 - 3月
| 開始日 - 終了日         | 作品名                                      | 制作会社                                | 主放送局・系列 | 話数    |
| ----------------------- | ------------------------------------------- | --------------------------------------- | -------------- | ------- |
| 1月5日（特別番組）      | シティーハンター ザ・シークレット・サービス | サンライズ                              | YTV            | 全1話   |
| 1月7日 - 1998年3月29日  | ゲゲゲの鬼太郎（第4作）                     | 東映動画                                | CX             | 全114話 |
| 1月8日 - 12月30日       | 爆走兄弟レッツ&ゴー!!                       | XEBEC                                   | TX             | 全52話  |
| 1月8日 - 6月24日        | バケツでごはん                              | マジックバス                            | YTV            | 全20話  |
| 1月8日 -                | 名探偵コナン                                | 東京ムービー→トムス・エンタテインメント | YTV            |         |
| 1月10日 - 1998年9月8日  | るろうに剣心 -明治剣客浪漫譚-（第1作）      | スタジオぎゃろっぷ→スタジオディーン     | CX             | 全95話  |
| 1月14日 - 8月18日       | 名犬ラッシー                                | 日本アニメーション                      | CX             | 全26話  |
| 2月3日 - 1997年1月25日  | 勇者指令ダグオン                            | サンライズ                              | NBN            | 全48話  |
| 2月7日 - 1997年11月19日 | ドラゴンボールGT                            | 東映動画                                | CX             | 全65話  |
| 3月2日 - 1997年7月12日  | みどりのマキバオー                          | スタジオぴえろ                          | CX             | 全61話  |
| 3月3日（特別番組）      | 沈黙の艦隊                                  | サンライズ                              | TBS            | 全1話   |
| 3月9日 - 1997年2月8日   | 美少女戦士セーラームーン セーラースターズ   | 東映動画                                | ANB            | 全34話  |

1. 1 2  特番1話含む
2. 1 2  未放送1話含む

### 1996年 4月 - 6月
| 開始日 - 終了日                                | 作品名                       | 制作会社                           | 主放送局・系列 | 話数    |
| ---------------------------------------------- | ---------------------------- | ---------------------------------- | -------------- | ------- |
| 4月1日 - 8月9日                                | Lou&Mimi                     | クリエイト・M                      | NHK教育        | 全50話  |
| 4月2日 - 1997年1月21日                         | あずきちゃん（第2期）        | マッドハウス                       | NHK-BS2        | 全39話  |
| 4月2日 - 9月24日                               | 天空のエスカフローネ         | サンライズ                         | TX             | 全26話  |
| 4月3日 - 9月25日                               | VS騎士ラムネ&40炎            | 葦プロダクション                   | TX             | 全26話  |
| 4月3日 - 1997年1月22日                         | はじめ人間ゴン               | スタジオぴえろ                     | NHK-BS2        | 全39話  |
| 4月4日 - 10月3日                               | シンデレラ物語               | タツノコプロ（日伊合作）           | NHK-BS2        | 全26話  |
| 4月4日 - 1997年2月27日                         | 水色時代                     | スタジオコメット                   | TX             | 全47話  |
| 4月5日 - 1997年3月28日 2003年8月29日 - 9月19日 | 快傑ゾロ                     | 葦プロダクション（日伊仏合作）     | NHK-BS2→AT-X   | 全52話  |
| 4月5日 - 12月28日                              | 機動新世紀ガンダムX          | サンライズ                         | ANB            | 全39話  |
| 4月5日 - 1998年3月27日                         | こどものおもちゃ             | スタジオぎゃろっぷ                 | TX             | 全102話 |
| 4月5日 - 9月27日                               | スレイヤーズNEXT             | イージー・フイルム                 | TX             | 全26話  |
| 4月6日 - 9月21日                               | 少年サンタの大冒険!          | ケイファクトリー、スタジオディーン | TBS            | 全24話  |
| 4月6日 - 9月21日                               | B'T X                        | キョクイチ東京ムービー             | TBS            | 全25話  |
| 4月9日 - 1997年1月21日                         | アリス探偵局（第2期）        | イメージ・ケイ、スタジオジュニオ   | NHK教育        | 全28話  |
| 4月13日 - 1997年6月21日                        | 地獄先生ぬ〜べ〜（第1作）    | 東映動画                           | ANB            | 全48話  |
| 4月19日 - 1997年6月13日                        | いじわるばあさん（第2作）    | エイケン、メルヘン社               | CX             | 全46話  |
| 6月16日 - 2004年12月19日                       | こちら葛飾区亀有公園前派出所 | スタジオぎゃろっぷ→ぎゃろっぷ      | CX             | 全367話 |

1. ↑  総集編1話含む
2. ↑  NHK（全46話放送）、AT-X（46話+未放送6話分：全52話放送）
3. ↑  特番24話含む

### 1996年 7月 - 9月
| 開始日 - 終了日         | 作品名                                 | 制作会社                           | 主放送局・系列 | 話数    |
| ----------------------- | -------------------------------------- | ---------------------------------- | -------------- | ------- |
| 7月1日 - 1997年3月10日  | ガンバリスト!駿                        | サンライズ                         | YTV            | 全30話  |
| 7月10日 - 12月25日      | アニマニアックス                       | 東京ムービー新社（日米合作）       | TX             | 全13話  |
| 7月11日 - 1997年3月26日 | 赤ちゃんと僕                           | スタジオぴえろ                     | TX             | 全35話  |
| 7月19日（特別番組）     | YAWARA! Special ずっと君のことが…。    | マッドハウス                       | NTV、YTV       | 全1話   |
| 8月2日（特別番組）      | ルパン三世 トワイライト☆ジェミニの秘密 | キョクイチ東京ムービー             | NTV            | 全1話   |
| 8月5日 - 1997年6月27日  | はりもぐハーリー                       | イメージ・ケイ、スタジオ・ジュニオ | NHK教育        | 全140話 |
| 9月1日 - 1997年3月23日  | 家なき子レミ                           | 日本アニメーション                 | CX             | 全26話  |
| 9月8日 - 1997年8月31日  | 花より男子                             | 東映動画                           | ABC            | 全51話  |

1. ↑  未放送3話含む

### 1996年 10月 - 12月
| 開始日 - 終了日          | 作品名                      | 制作会社                         | 主放送局・系列 | 話数   |
| ------------------------ | --------------------------- | -------------------------------- | -------------- | ------ |
| 10月1日 - 1997年3月25日  | 機動戦艦ナデシコ            | XEBEC                            | TX             | 全26話 |
| 10月1日 - 1997年3月25日  | セイバーマリオネットJ       | JUNIO                            | TX             | 全25話 |
| 10月2日 - 1997年6月25日  | 超者ライディーン            | サンライズ                       | TX             | 全38話 |
| 10月2日 - 1997年3月26日  | ハーメルンのバイオリン弾き  | スタジオディーン                 | TX             | 全25話 |
| 10月4日 - 12月20日       | エルフを狩るモノたち        | グループ・タック                 | TX             | 全12話 |
| 10月4日 - 1997年3月28日  | 魔法少女プリティサミー      | AIC                              | TX             | 全26話 |
| 10月5日 - 1997年9月27日  | きこちゃんすまいる          | エイケン、マジックバス           | TBS            | 全51話 |
| 10月5日 - 1997年9月27日  | 逮捕しちゃうぞ              | スタジオディーン                 | TBS            | 全51話 |
| 10月5日 - 1997年9月27日  | YAT安心!宇宙旅行（第1期）   | グループ・タック                 | NHK教育        | 全50話 |
| 10月6日 - 1997年3月30日  | わんころべえ                | キョクイチ東京ムービー、亜細亜堂 | MX             | 全26話 |
| 12月14日（特別番組）     | イーハトーブ幻想〜KENjIの春 | グループ・タック                 | TVI            | 全1話  |
| 12月23日 - 1997年9月29日 | コニーにおまかせ!           | エッグ                           | CX             | 全15話 |

1. ↑  総集編1話含む
2. ↑  OVA（計4話）の放送含む

## 1997年（平成9年）

### 1997年 1月 - 3月
| 開始日 - 終了日         | 作品名                    | 制作会社         | 主放送局・系列 | 話数   |
| ----------------------- | ------------------------- | ---------------- | -------------- | ------ |
| 1月6日 - 12月22日       | 爆走兄弟レッツ&ゴー!! WGP | XEBEC            | TX             | 全51話 |
| 1月10日 - 3月28日       | EAT-MAN                   | スタジオディーン | TX             | 全12話 |
| 1月9日 - 9月24日        | マッハGoGoGo（第2作）     | タツノコプロ     | TX             | 全34話 |
| 2月1日 - 1998年1月31日  | 勇者王ガオガイガー        | サンライズ       | NBN            | 全49話 |
| 2月15日 - 1998年1月31日 | キューティーハニーF       | 東映動画         | ANB            | 全39話 |
| 3月6日 - 9月25日        | ケロケロちゃいむ          | スタジオコメット | TX             | 全30話 |

### 1997年 4月 - 6月
| 開始日 - 終了日         | 作品名                                                | 制作会社                                              | 主放送局・系列   | 話数    |
| ----------------------- | ----------------------------------------------------- | ----------------------------------------------------- | ---------------- | ------- |
| 4月1日 - 1998年3月17日  | あずきちゃん（第3期）                                 | マッドハウス                                          | NHK-BS2          | 全39話  |
| 4月1日（特別番組）      | アニメDEダウンタウン物語                              | 東映動画                                              | CX               | 全2話   |
| 4月1日 - 9月23日        | 新・天地無用!                                         | AIC                                                   | TX               | 全26話  |
| 4月1日 - 5月9日         | 手塚治虫の旧約聖書物語                                | 手塚プロダクション（日伊合作）                        | WOWOW            | 全26話  |
| 4月1日 - 2002年11月14日 | ポケットモンスター                                    | OLM TEAM OTA                                          | TX               | 全275話 |
| 4月2日 - 12月24日       | 少女革命ウテナ                                        | J.C.STAFF                                             | TX               | 全39話  |
| 4月2日 - 9月24日        | スーパーフィッシング グランダー武蔵                   | 日本アニメーション                                    | TX               | 全25話  |
| 4月2日 - 2000年3月29日  | 超特急ヒカリアン                                      | 東京キッズ                                            | TX               | 全156話 |
| 4月3日 - 6月26日        | HAUNTEDじゃんくしょん                                 | スタジオディーン                                      | TX               | 全12話  |
| 4月3日 - 9月25日        | MAZE☆爆熱時空                                         | J.C.STAFF                                             | TX               | 全26話  |
| 4月4日 - 9月26日        | スレイヤーズTRY                                       | イージー・フイルム                                    | TX               | 全26話  |
| 4月4日 - 9月26日        | はいぱーぽりす                                        | スタジオぴえろ                                        | TX               | 全25話  |
| 4月4日 - 1998年3月27日  | バンブー・ベアーズ                                    | ビジュアル80（日・蘭・仏・独合作）                    | TX               | 全52話  |
| 4月7日 - 2000年9月11日  | 金田一少年の事件簿                                    | 東映動画→東映アニメーション                           | YTV              | 全149話 |
| 4月8日 - 12月4日        | アニメ ブルーナの絵本（第2期）                        | プロジェクトチーム・サラ（日蘭合作）                  | NHK教育          | 全30話  |
| 4月8日 - 9月30日        | HARELUYA II BØY                                       | トライアングルスタッフ                                | TX               | 全25話  |
| 4月9日 - 1998年1月22日  | 救命戦士ナノセイバー（実写+アニメCG）                 | スタジオジュニオ                                      | NHK教育          | 全28話  |
| 4月9日 - 1999年5月12日  | 白鯨伝説                                              | イメージ・ケイ、スタジオ・ジュニオ→手塚プロダクション | NHK-BS2          | 全26話  |
| 4月12日 - 12月6日       | アニメ ドレミファ・どーなっつ!                        | アクシス                                              | NHK総合、NHK教育 | 全24話  |
| 4月25日（特別番組）     | シティーハンター グッド・バイ・マイ・スイート・ハート | サンライズ                                            | NTV、YTV         | 全1話   |
| 4月27日 - 1998年9月13日 | 中華一番!                                             | 日本アニメーション、スタジオぴえろ                    | CX               | 全52話  |
| 5月3日 - 10月25日       | CLAMP学園探偵団                                       | スタジオぴえろ                                        | TX               | 全26話  |

1. ↑  計1話の欠番エピソードあり
2. ↑  総集編2話含む
3. ↑  未放送1話含む
4. ↑  特番1話含む

### 1997年 7月 - 9月
| 開始日 - 終了日              | 作品名                          | 制作会社               | 主放送局・系列 | 話数   |
| ---------------------------- | ------------------------------- | ---------------------- | -------------- | ------ |
| 7月3日 - 1998年9月29日       | はれときどきぶた                | グループ・タック       | TX             | 全61話 |
| 7月3日 - 9月18日             | みすて♡ないでデイジー           | スタジオディーン       | TX             | 全12話 |
| 7月5日 - 1998年3月28日       | 忍ペンまん丸                    | シンエイ動画           | ANB            | 全30話 |
| 7月7日 - 10月2日             | あずみマンマ・ミーア            | 東映動画               | ANB            | 全60話 |
| 7月7日 - 1998年3月21日       | TVで発見!!たまごっち            | スタジオぎゃろっぷ     | CX             | 全27話 |
| 7月19日 - 1998年7月10日      | 烈火の炎                        | スタジオぴえろ         | CX             | 全42話 |
| 8月1日（特別番組）           | ルパン三世 ワルサーP38          | キョクイチ東京ムービー | NTV            | 全1話  |
| 8月17日・8月24日（特別番組） | 「少年H」が見た戦争             | -                      | NHK総合        | 全2話  |
| 9月7日 - 1999年1月31日       | 夢のクレヨン王国                | 東映動画               | ABC            | 全70話 |
| 9月29日 - 1998年3月23日      | 音楽ファンタジー・ゆめ（第3期） | -                      | NHK教育        | 全15話 |
| 9月30日 - 1998年3月31日      | マスターモスキートン'99         | ゼロGルーム（RADIX）   | TX             | 全26話 |

### 1997年 10月 - 12月
| 開始日 - 終了日                    | 作品名                     | 制作会社                                           | 主放送局・系列 | 話数    |
| ---------------------------------- | -------------------------- | -------------------------------------------------- | -------------- | ------- |
| 10月2日 - 12月25日                 | エルフを狩るモノたちII     | グループ・タック                                   | TX             | 全12話  |
| 10月2日 - 1998年9月24日            | 超魔神英雄伝ワタル         | サンライズ                                         | TX             | 全51話  |
| 10月2日 - 12月25日                 | ネクスト戦記EHRGEIZ        | スタジオディーン                                   | TX             | 全12話  |
| 10月3日 - 12月19日                 | VIRUS ‐VIRUS BUSTER SERGE‐ | PLUM                                               | TX             | 全12話  |
| 10月3日 - 1998年3月27日            | バトルアスリーテス大運動会 | AIC                                                | TX             | 全26話  |
| 10月4日 - 1998年3月28日            | アニメがんばれゴエモン     | トランス・アーツ                                   | TBS            | 全23話  |
| 10月4日 - 1999年9月25日            | さくらももこ劇場コジコジ   | 日本アニメーション                                 | TBS            | 全101話 |
| 10月6日 - 1998年1月22日            | ハニ太郎です。             | 東映動画                                           | ANB            | 全70話  |
| 10月7日 - 1998年3月31日            | 吸血姫美夕                 | AIC                                                | TX             | 全26話  |
| 10月8日 - 1998年4月1日             | 剣風伝奇ベルセルク         | OLM Team IGUCHI                                    | NTV            | 全25話  |
| 10月9日 - 1998年4月2日             | 深海伝説MEREMANOID         | キティフィルム、トライアングルスタッフ（日韓合作） | ANB            | 全24話  |
| 10月19日 - 1998年5月24日           | フォーチュン・クエストL    | イージー・フイルム                                 | MBS            | 全26話  |
| 10月27日 - 1998年11月27日          | 学級王ヤマザキ             | マジックバス                                       | TX             | 全54話  |
| 11月26日 - 1999年9月22日           | ドクタースランプ           | 東映動画→東映アニメーション                        | CX             | 全76話  |
| 11月30日・1998年1月3日（特別番組） | 青春アニメ デジビー        | -                                                  | CX             | 全4話   |
| 12月12日 - 1998年7月1日            | BURN-UP EXCESS             | AIC、マジックバス                                  | DirecTV        | 全13話  |
| 12月24日 - 1998年4月1日            | ドリトル先生物語           | ナック（日米合作）                                 | NHK-BS2        | 全13話  |

1. 1 2  特番1話含む
2. ↑  未放送1話含む

## 1998年（平成10年）

### 1998年 1月 - 3月
| 開始日 - 終了日                        | 作品名                                      | 制作会社                 | 主放送局・系列 | 話数   |
| -------------------------------------- | ------------------------------------------- | ------------------------ | -------------- | ------ |
| 1月3日・1月4日 1999年2月15日 - 2月17日 | スポーン                                    | マッドハウス（日米合作） | CX→WOWOW       | 全12話 |
| 1月5日 - 12月21日                      | 爆走兄弟レッツ&ゴー!! MAX                   | XEBEC                    | TX             | 全51話 |
| 1月6日 - 4月3日                        | セクシーコマンドー外伝 すごいよ!!マサルさん | マジックバス             | TBS            | 全50話 |
| 1月7日 - 3月25日                       | 万能文化猫娘                                | 葦プロダクション         | TX             | 全14話 |
| 1月8日 - 3月26日                       | 異次元の世界エルハザード                    | AIC                      | TX             | 全13話 |
| 1月8日 - 4月2日                        | AWOL -Absent Without Leave-                 | スタジオディーン         | TX             | 全12話 |
| 1月9日 - 6月26日                       | 星方武侠アウトロースター                    | サンライズ               | TX             | 全26話 |
| 1月23日 - 3月26日                      | 春庭家の3人目                               | 東映動画                 | ANB            | 全45話 |
| 2月7日 - 1999年1月31日                 | Bビーダマン爆外伝                           | マッドハウス             | NBN            | 全48話 |
| 2月14日 - 1999年2月6日                 | こっちむいて!みい子                         | 東映動画                 | ANB            | 全42話 |
| 2月14日 - 1999年2月6日                 | ふしぎ魔法ファンファンファーマシィー        | 東映動画                 | ANB            | 全48話 |
| 2月14日 - 1999年2月6日                 | ヘリタコぷーちゃん                          | 東映動画                 | ANB            | 全42話 |
| 3月22日 - 10月4日                      | 銀河漂流バイファム13                        | サンライズ               | MBS            | 全26話 |

1. ↑  CX（全6話放送）、WOWOW（6話+未放送6話分：全12話放送）
2. ↑  総集編2話含む
3. 1 2  未放送2話含む
4. ↑  未放送1話含む

### 1998年 4月 - 6月
| 開始日 - 終了日                           | 作品名                                        | 制作会社                                       | 主放送局・系列 | 話数   |
| ----------------------------------------- | --------------------------------------------- | ---------------------------------------------- | -------------- | ------ |
| 4月1日 - 1999年1月27日                    | ビーストウォーズII 超生命体トランスフォーマー | 葦プロダクション                               | TX             | 全43話 |
| 4月1日 - 9月30日                          | ようこそロードス島へ!                         | AIC、東京キッズ                                | TX             | 全27話 |
| 4月1日 - 9月30日                          | ロードス島戦記-英雄騎士伝-                    | AIC                                            | TX             | 全27話 |
| 4月2日 - 10月1日                          | TRIGUN                                        | マッドハウス                                   | TX             | 全26話 |
| 4月3日 - 6月26日 10月23日 - 1999年4月24日 | カウボーイビバップ                            | サンライズ                                     | TX→WOWOW       | 全27話 |
| 4月3日 - 6月26日                          | LEGEND OF BASARA                              | ケイエスエス                                   | UHF（SUN）     | 全13話 |
| 4月3日 - 9月25日                          | ロスト・ユニバース                            | イージー・フイルム                             | TX             | 全26話 |
| 4月4日 - 9月26日                          | アキハバラ電脳組                              | 葦プロダクション                               | TBS            | 全26話 |
| 4月4日 - 12月26日                         | グランダー武蔵RV                              | 日本アニメーション                             | TX             | 全39話 |
| 4月4日 - 1999年9月25日                    | たこやきマントマン                            | スタジオぴえろ                                 | TX             | 全77話 |
| 4月4日 - 10月10日                         | 遊☆戯☆王                                      | 東映動画                                       | ANB            | 全27話 |
| 4月5日 - 1999年2月28日                    | ひみつのアッコちゃん（第3作）                 | 東映動画→東映アニメーション                    | CX             | 全44話 |
| 4月5日 - 9月27日                          | 魔法のステージファンシーララ                  | スタジオぴえろ                                 | TVO            | 全26話 |
| 4月6日 - 1999年3月29日                    | ああっ女神さまっ 小っちゃいって事は便利だねっ | OLM TEAM KOITABASHI                            | WOWOW          | 全48話 |
| 4月6日 - 1999年1月28日                    | アリスSOS                                     | J.C.STAFF                                      | NHK教育        | 全14話 |
| 4月6日 - 9月28日                          | アンドロイド・アナ MAICO 2010                 | グループ・タック、あにまる屋                   | WOWOW          | 全24話 |
| 4月6日 - 7月15日                          | ABCアクション                                 | -                                              | NHK教育        | 全28話 |
| 4月6日 - 8月14日                          | Kai and Patch                                 | ノーサイド                                     | NHK教育        | 全50話 |
| 4月6日 - 9月21日                          | Slimy Monsters ANGJA MONGJA（第1期）          | -                                              | NHK教育        | 全13話 |
| 4月6日 - 9月28日                          | 南海奇皇 -ネオランガ-（第1期）                | スタジオぴえろ                                 | WOWOW          | 全24話 |
| 4月6日 - 4月17日                          | のらねこダウンタウン                          | OLM                                            | NHK-BShi       | 全10話 |
| 4月7日 - 11月10日                         | エクスとプレス                                | NHKエデュケーショナル                          | NHK教育        | 全10話 |
| 4月7日 - 12月29日                         | カードキャプターさくら（第1期）               | マッドハウス                                   | NHK-BS2        | 全35話 |
| 4月7日 - 9月29日                          | サイレントメビウス                            | RADIX                                          | TX             | 全26話 |
| 4月7日 - 6月30日                          | 時空転抄ナスカ                                | GENCO、RADIX                                   | TX             | 全12話 |
| 4月8日 - 10月14日                         | プリンセスナイン 如月女子高野球部             | フェニックス・エンタテインメント               | NHK-BS2        | 全26話 |
| 4月8日 - 11月11日                         | ブレンパワード                                | サンライズ                                     | WOWOW          | 全26話 |
| 4月9日 - 10月1日                          | ヴァイスクロイツ                              | マジックバス                                   | TX             | 全25話 |
| 4月9日 - 7月2日                           | センチメンタルジャーニー                      | サンライズ                                     | TX             | 全12話 |
| 4月10日 - 6月3日                          | ペコラ（第1期）                               | ミルキーカートゥーン                           | CX             | 全8話  |
| 4月11日 - 10月17日                        | 熱沙の覇王ガンダーラ                          | 葦プロダクション                               | WOWOW          | 全26話 |
| 4月11日 - 10月3日                         | YAT安心!宇宙旅行（第2期）                     | グループ・タック                               | NHK教育        | 全25話 |
| 4月13日 - 9月21日                         | ピンカと海のお友達                            | ティー・ファクトリー                           | CX             | 全23話 |
| 4月19日 - 12月6日                         | 頭文字D                                       | パステル、スタジオコメット、スタジオぎゃろっぷ | CX             | 全26話 |
| 4月19日 - 11月7日                         | DTエイトロン                                  | サンライズ                                     | CX             | 全26話 |
| 4月28日 - 6月30日                         | ふたり暮らし                                  | パブリック&ベーシック                          | TBS            | 全36話 |
| 6月18日 - 9月24日                         | スーパーミルクチャン                          | 東京キッズ                                     | CX             | 全14話 |

1. ↑  総集編4話含む
2. ↑  TX（全13話放送：12話+総集編1話）、WOWOW（全26話放送）

### 1998年 7月 - 9月
| 開始日 - 終了日        | 作品名                                  | 制作会社               | 主放送局・系列 | 話数   |
| ---------------------- | --------------------------------------- | ---------------------- | -------------- | ------ |
| 7月1日 - 8月25日       | 浦安鉄筋家族                            | スタジオディーン       | TBS            | 全33話 |
| 7月3日 - 12月25日      | SHADOW SKILL -影技-                     | スタジオディーン       | TX             | 全26話 |
| 7月3日 - 1999年1月29日 | 発明BOYカニパン                         | スタジオコメット       | TX             | 全31話 |
| 7月7日 - 9月29日       | serial experiments lain                 | トライアングルスタッフ | TX             | 全13話 |
| 7月9日 - 9月24日       | Night Walker -真夜中の探偵-             | AIC                    | TX             | 全12話 |
| 7月24日（特別番組）    | ルパン三世 炎の記憶〜TOKYO CRISIS〜     | キョクイチ東京ムービー | NTV            | 全1話  |
| 8月7日（特別番組）     | アニメ 男はつらいよ〜寅次郎忘れな草〜   | エイケン、マジックバス | TBS            | 全1話  |
| 8月26日 - 10月6日      | ももいろシスターズ                      | スタジオディーン       | TBS            | 全24話 |
| 8月27日（特別番組）    | 完全保存版!!地獄先生ぬ〜べ〜超百科      | 東映動画               | ANB            | 全1話  |
| 9月15日（特別番組）    | コボちゃんスペシャル 約束のマジックディ | エイケン               | YTV            | 全1話  |

1. 1 2  未放送1話含む

### 1998年 10月 - 12月
| 開始日 - 終了日                  | 作品名                                     | 制作会社                      | 主放送局・系列    | 話数   |
| -------------------------------- | ------------------------------------------ | ----------------------------- | ----------------- | ------ |
| 10月1日 - 1999年6月24日          | 時空探偵ゲンシクン                         | グループ・タック              | TX                | 全39話 |
| 10月2日 - 1999年3月26日          | 彼氏彼女の事情                             | GAINAX、J.C.STAFF             | TX                | 全26話 |
| 10月3日 - 1999年3月27日          | 突撃!パッパラ隊                            | マジックバス                  | TVA               | 全25話 |
| 10月3日 - 1999年3月27日          | 魔術士オーフェン                           | J.C.STAFF                     | TBS               | 全24話 |
| 10月4日 - 1999年3月28日          | ガサラキ                                   | サンライズ                    | TVO               | 全25話 |
| 10月4日 - 1999年3月28日          | ポポロクロイス物語                         | Bee Train                     | TX                | 全25話 |
| 10月5日 -                        | おじゃる丸                                 | スタジオぎゃろっぷ→ぎゃろっぷ | NHK教育→NHK Eテレ |        |
| 10月5日 - 1999年3月29日          | 鉄コミュニケイション                       | A.P.P.P.                      | WOWOW             | 全24話 |
| 10月5日 - 1999年3月19日          | ケチャップ                                 | （日豪合作）                  | NHK教育           | 全65話 |
| 10月6日 - 1999年3月30日          | セイバーマリオネットJ to X                 | ハルフィルムメーカー          | TX                | 全26話 |
| 10月6日 - 12月30日               | 聖ルミナス女学院                           | トライアングルスタッフ        | TX                | 全13話 |
| 10月6日 - 1999年9月28日          | スーパードール★リカちゃん                  | マッドハウス                  | TX                | 全52話 |
| 10月6日 - 1999年3月30日          | MASTERキートン                             | マッドハウス                  | NTV               | 全24話 |
| 10月7日 - 1999年3月31日          | 快傑蒸気探偵団 TV ANIMATION SERIES         | XEBEC                         | TX                | 全26話 |
| 10月7日 - 12月23日               | ジェネレイターガウル                       | タツノコプロ                  | TX                | 全12話 |
| 10月7日 - 11月3日                | LET'S ぬぷぬぷっ                           | グループ・タック              | TBS               | 全16話 |
| 10月8日 - 12月24日               | EAT-MAN'98                                 | スタジオディーン              | TX                | 全12話 |
| 10月8日 - 1999年4月1日           | バブルガムクライシス TOKYO 2040            | AIC                           | TX                | 全26話 |
| 10月10日 - 1999年9月25日         | 花さか天使テンテンくん                     | 日本アニメーション            | CX                | 全43話 |
| 10月11日 - 1999年5月9日          | デビルマンレディー                         | キョクイチ東京ムービー        | MBS               | 全26話 |
| 10月17日 - 1999年4月3日          | まもって守護月天!                          | 東映アニメーション            | ANB               | 全22話 |
| 10月21日 - 1999年6月23日 8月10日 | どっきりドクター                           | スタジオぴえろ                | CX                | 全27話 |
| 10月26日 - 1999年11月5日         | ヨシモトムチッ子物語（第1期）              | シンエイ動画                  | TX                | 全48話 |
| 11月3日 - 11月27日               | Only・You ビバ!キャバクラ                  | パブリック&ベーシック         | TBS               | 全16話 |
| 11月7日（特別番組）              | VISITOR                                    | コム・エヌティー              | WOWOW             | 全1話  |
| 11月7日 - 1999年3月27日          | よいこ                                     | スタジオぴえろ                | TBS               | 全20話 |
| 11月30日 - 1999年9月10日         | 超速スピナー                               | XEBEC                         | TX                | 全22話 |
| 12月1日 - 12月25日               | 夢で逢えたら                               | J.C.STAFF                     | TBS               | 全16話 |
| 12月11日（特別番組）             | タッチ Miss Lonely Yesterday あれから君は… | グループ・タック              | NTV               | 全1話  |
| 12月18日 - 1999年6月24日         | シルベスター&トゥイーティー ミステリー     | 東京ムービー新社（日米合作）  | CN                | 全34話 |
| 12月24日（特別番組）             | 青山剛昌短編集                             | 東京ムービー                  | YTV               | 全1話  |

1. ↑  日本側はNHKが制作に参加
2. 1 2  未放送1話含む
3. ↑  未放送2話含む
4. ↑  総集編1話含む

## 1999年（平成11年）

### 1999年 1月 - 3月
| 開始日 - 終了日         | 作品名                                          | 制作会社               | 主放送局・系列 | 話数   |
| ----------------------- | ----------------------------------------------- | ---------------------- | -------------- | ------ |
| 1月3日 - 3月28日        | 星界の紋章                                      | サンライズ             | WOWOW          | 全13話 |
| 1月4日 - 12月27日       | 小さな巨人 ミクロマン                           | スタジオぴえろ         | TX             | 全52話 |
| 1月4日 - 10月1日        | 爆球連発!!スーパービーダマン                    | XEBEC                  | TX             | 全20話 |
| 1月5日 - 3月30日        | 宇宙海賊ミトの大冒険                            | トライアングルスタッフ | TX             | 全13話 |
| 1月5日 - 1月29日        | 日本一の男の魂                                  | スタジオディーン       | TBS            | 全16話 |
| 1月7日 - 4月1日         | 火魅子伝                                        | グループ・タック       | TX             | 全12話 |
| 1月15日（特別番組）     | 手塚治虫・世紀末へのメッセージ                  | 手塚プロダクション     | NHK総合        | 全1話  |
| 2月2日 - 2月26日        | イケてる2人                                     | J.C.STAFF              | TBS            | 全16話 |
| 2月3日 - 9月29日        | 超生命体トランスフォーマー ビーストウォーズネオ | 葦プロダクション       | TX             | 全35話 |
| 2月5日 - 6月25日        | 超発明BOYカニパン                               | スタジオコメット       | TX             | 全21話 |
| 2月7日 - 2000年1月30日  | おジャ魔女どれみ                                | 東映アニメーション     | ABC            | 全51話 |
| 2月7日 - 2000年1月30日  | Bビーダマン爆外伝V                              | マッドハウス           | NBN            | 全50話 |
| 2月13日 - 2000年1月29日 | 神風怪盗ジャンヌ                                | 東映アニメーション     | ANB            | 全44話 |
| 3月2日 - 3月26日        | Petshop of Horrors                              | マッドハウス           | TBS            | 全4話  |
| 3月7日 - 2000年3月26日  | デジモンアドベンチャー                          | 東映アニメーション     | CX             | 全54話 |
| 3月30日 - 4月30日       | 逮捕しちゃうぞ Special                          | スタジオディーン       | TBS            | 全21話 |

1. ↑  総集編1話含む
2. ↑  総集編3話含む
3. ↑  未放送1話、特番1話含む

### 1999年 4月 - 6月
| 開始日 - 終了日         | 作品名                                           | 制作会社                          | 主放送局・系列 | 話数    |
| ----------------------- | ------------------------------------------------ | --------------------------------- | -------------- | ------- |
| 4月2日 - 9月24日        | ゴクドーくん漫遊記                               | トランス・アーツ                  | TX             | 全26話  |
| 4月2日 - 6月25日        | To Heart                                         | OLM TEAM wasaki                   | UHF（SUN）     | 全13話  |
| 4月2日 - 10月1日        | ベターマン                                       | サンライズ                        | TX             | 全26話  |
| 4月3日 - 9月25日        | 神八剣伝                                         | パブリック&ベーシック             | TVA            | 全26話  |
| 4月3日 - 9月25日        | パワーストーン                                   | スタジオぴえろ                    | TBS            | 全26話  |
| 4月3日 - 2000年10月21日 | ムーぽん                                         | フォーサム                        | ANB            | 全75話  |
| 4月4日 - 9月26日        | それゆけ!宇宙戦艦ヤマモト・ヨーコ                | ティーアップ、J.C.STAFF           | TVO            | 全26話  |
| 4月5日 - 10月11日       | アークザラッド                                   | Bee Train                         | WOWOW          | 全26話  |
| 4月5日 - 12月31日       | イソップワールド                                 | サンライズ                        | TX             | 全26話  |
| 4月5日 - 10月18日       | Kai and Patch2                                   | ノーサイド、アクシス              | NHK教育        | 全50話  |
| 4月5日 - 2000年2月3日   | スージーちゃんとマービー                         | XEBEC                             | NHK教育        | 全104話 |
| 4月5日 - 6月30日        | ハコいりせがれ                                   | -                                 | TX             | 全38話  |
| 4月6日 - 9月28日        | エデンズボゥイ                                   | スタジオディーン                  | TX             | 全26話  |
| 4月6日 - 6月22日        | カードキャプターさくら（第2期）                  | マッドハウス                      | NHK-BS2        | 全11話  |
| 4月6日 - 6月29日        | 十兵衛ちゃん -ラブリー眼帯の秘密-                | マッドハウス                      | TX             | 全13話  |
| 4月6日 - 9月28日        | D4プリンセス                                     | 童夢                              | WOWOW          | 全24話  |
| 4月6日 - 9月28日        | 南海奇皇 -ネオランガ-（第2期）                   | スタジオぴえろ                    | WOWOW          | 全24話  |
| 4月7日 - 6月30日        | 星方天使エンジェルリンクス                       | サンライズ                        | WOWOW          | 全13話  |
| 4月7日 - 9月29日        | 天使になるもんっ!                                | スタジオぴえろ                    | TX             | 全26話  |
| 4月8日 - 7月1日         | A.D.POLICE                                       | AIC、プラム                       | TX             | 全12話  |
| 4月8日 - 7月1日         | デュアル!ぱられルンルン物語                      | AIC                               | WOWOW          | 全14話  |
| 4月9日 - 10月15日       | コレクター・ユイ（第1期）                        | 日本アニメーション                | NHK教育        | 全26話  |
| 4月9日 - 2000年4月14日  | ∀ガンダム                                        | サンライズ                        | CX             | 全50話  |
| 4月17日 - 2000年3月25日 | モンスターファーム〜円盤石の秘密〜               | キョクイチ東京ムービー            | CBC            | 全48話  |
| 4月20日 - 2000年3月26日 | KAIKANフレーズ                                   | スタジオ雲雀                      | TX             | 全44話  |
| 4月23日（特別番組）     | シティーハンター 緊急生中継!? 凶悪犯冴羽獠の最期 | サンライズ                        | NTV、YTV       | 全1話   |
| 4月29日 - 11月25日      | ぶぶチャチャ                                     | 童夢                              | NHK-BS2        | 全26話  |
| 5月3日 - 10月25日       | 魔装機神サイバスター                             | 葦プロダクション                  | TX             | 全27話  |
| 5月3日 - 6月28日        | モアモア（実写+アニメ）                          | MULTI-FIELD、エスパレット、ゴリラ | TX             | 全15話  |
| 5月4日 - 5月28日        | 日本一の男の魂2                                  | スタジオディーン                  | TBS            | 全16話  |
| 6月1日 - 7月2日         | SURF SIDE HIGH-SCHOOL                            | マジックバス                      | TBS            | 全20話  |
| 6月30日 - 2000年9月24日 | GTO                                              | スタジオぴえろ                    | CX             | 全45話  |

1. ↑  特番1話含む
2. 1 2  未放送1話含む
3. 1 2  総集編1話含む
4. ↑  総集編1話、未放送1話含む
5. ↑  総集編2話含む

### 1999年 7月 - 9月
| 開始日 - 終了日         | 作品名                                                                                       | 制作会社                                             | 主放送局・系列 | 話数   |
| ----------------------- | -------------------------------------------------------------------------------------------- | ---------------------------------------------------- | -------------- | ------ |
| 7月1日 - 2001年3月29日  | キョロちゃん                                                                                 | グループ・タック                                     | TX             | 全91話 |
| 7月2日 - 9月24日        | 下級生                                                                                       | PPプロジェクト                                       | UHF（SUN）     | 全13話 |
| 7月2日 - 2000年6月30日  | メダロット                                                                                   | Bee Train                                            | TX             | 全52話 |
| 7月3日 - 12月25日       | 仙界伝 封神演義                                                                              | スタジオディーン                                     | TX             | 全26話 |
| 7月5日 - 10月1日        | バーバパパ 世界をまわる                                                                      | スタジオぴえろ                                       | NHK教育        | 全50話 |
| 7月6日 - 7月30日        | パパと踊ろう                                                                                 | スタジオディーン                                     | TBS            | 全16話 |
| 7月7日 - 10月6日        | 魔法使いTai!                                                                                 | マッドハウス、トライアングルスタッフ                 | WOWOW          | 全13話 |
| 7月8日 - 10月7日        | 課長王子                                                                                     | AIC、A.P.P.P.                                        | WOWOW          | 全13話 |
| 7月9日 - 11月26日       | ねこぢる劇場                                                                                 | ケントハウス                                         | ANB            | 全27話 |
| 7月13日 - 10月5日       | 宇宙海賊ミトの大冒険 2人の女王様♥                                                            | トライアングルスタッフ                               | TX             | 全13話 |
| 7月18日 - 2004年1月4日  | スーパーマン                                                                                 | キョクイチ東京ムービー、グループ・タック（日米合作） | CN             | 全54話 |
| 7月30日（特別番組）     | ルパン三世 愛のダ・カーポ〜FUJIKO'S Unlucky Days〜                                           | キョクイチ東京ムービー                               | NTV            | 全1話  |
| 8月1日 - 10月1日        | アニメ愛のあわあわアワー（『おるちゅばんエビちゅ』『小梅ちゃんが行く!!』『愛の若草山物語』） | GAINAX、グループ・タック                             | DirecTV        | 全12話 |
| 9月4日 - 2000年12月23日 | ゾイド -ZOIDS-                                                                               | XEBEC                                                | MBS            | 全67話 |
| 9月7日 - 2000年3月21日  | カードキャプターさくら（第3期）                                                              | マッドハウス                                         | NHK-BS2        | 全24話 |
| 9月7日 - 10月1日        | COLORFUL                                                                                     | トライアングルスタッフ                               | TBS            | 全16話 |
| 9月15日 - 9月18日       | アレクサンダー戦記                                                                           | マッドハウス（日韓合作）                             | WOWOW          | 全13話 |

1. ↑  特番4話含む

### 1999年 10月 - 12月
| 開始日 - 終了日                                       | 作品名                                                                            | 制作会社                                          | 主放送局・系列 | 話数    |
| ----------------------------------------------------- | --------------------------------------------------------------------------------- | ------------------------------------------------- | -------------- | ------- |
| 10月1日 - 2000年3月31日                               | GREGORY HORROR SHOW                                                               | ミルキーカートゥーン                              | ANB            | 全25話  |
| 10月2日 - 2001年1月6日                                | サイボーグクロちゃん                                                              | スタジオボギー                                    | TVA            | 全66話  |
| 10月2日 - 2000年3月25日                               | 魔術士オーフェン Revenge                                                          | J.C.STAFF                                         | TBS            | 全23話  |
| 10月3日 - 2001年9月29日                               | ぐるぐるタウンはなまるくん                                                        | スタジオぴえろ                                    | TVO            | 全101話 |
| 10月3日 - 2000年3月26日                               | ごぞんじ!月光仮面くん                                                             | キョクイチ東京ムービー、アクタス                  | TX             | 全25話  |
| 10月5日 - 10月29日                                    | イッパツ危機娘                                                                    | グループ・タック                                  | TBS            | 全16話  |
| 10月5日 - 2000年4月4日                                | 臣士魔法劇場 リスキー☆セフティ                                                    | A.P.P.P.                                          | WOWOW          | 全24話  |
| 10月5日 - 2000年4月4日                                | 鋼鉄天使くるみ                                                                    | OLM TEAM wasaki                                   | WOWOW          | 全24話  |
| 10月5日 - 2000年3月28日                               | ジバクくん                                                                        | トランス・アーツ                                  | TX             | 全26話  |
| 10月5日 - 2000年3月28日                               | 地球防衛企業ダイ・ガード                                                          | XEBEC                                             | TX             | 全26話  |
| 10月6日 - 2000年3月29日                               | 無限のリヴァイアス                                                                | サンライズ                                        | TX             | 全26話  |
| 10月7日 - 12月23日                                    | セラフィムコール                                                                  | サンライズ                                        | TX             | 全12話  |
| 10月8日 - 2000年3月31日                               | 人形草紙あやつり左近                                                              | キョクイチ東京ムービー→トムス・エンタテインメント | WOWOW          | 全26話  |
| 10月8日 - 2000年3月31日                               | Blue Gender                                                                       | AIC                                               | TBS            | 全26話  |
| 10月8日 - 2000年3月31日                               | へっぽこ実験アニメーション エクセル♥サーガ                                        | J.C.STAFF                                         | TX             | 全26話  |
| 10月9日 - 2000年3月25日                               | トラブルチョコレート                                                              | AIC                                               | ANB            | 全20話  |
| 10月11日（特別番組）                                  | 将太の寿司 心にひびくシャリの味                                                   | スタジオコメット                                  | TX             | 全1話   |
| 10月13日 - 2000年1月19日                              | THE ビッグオー（第1期）                                                           | サンライズ                                        | WOWOW          | 全13話  |
| 10月14日 - 2000年1月20日                              | 今、そこにいる僕                                                                  | AIC                                               | WOWOW          | 全13話  |
| 10月14日 - 2001年9月13日                              | 週刊ストーリーランド                                                              | シンエイ動画、日本アニメーション、東京ムービー    | NTV            | 全57話  |
| 10月15日 - 2000年1月21日                              | 頭文字D Second Stage                                                              | パステル                                          | CX             | 全13話  |
| 10月16日 - 2001年3月31日                              | ハンター×ハンター（第1作）                                                        | 日本アニメーション、スタジオディーン              | CX             | 全62話  |
| 10月16日 - 2000年4月1日                               | 未来少年コナンII タイガアドベンチャー（第14話より『タイガアドベンチャー』に改題） | 日本アニメーション                                | TBS            | 全24話  |
| 10月18日 - 2000年3月27日                              | ワイルドアームズ トワイライトヴェノム                                             | Bee Train                                         | WOWOW          | 全22話  |
| 10月19日 - 2000年3月21日                              | レレレの天才バカボン                                                              | スタジオぴえろ                                    | TX             | 全24話  |
| 10月20日 -                                            | ONE PIECE                                                                         | 東映アニメーション                                | CX             |         |
| 11月1日 - 2001年2月26日                               | ビックリマン2000                                                                  | スタジオコメット                                  | TX             | 全68話  |
| 11月1日 - 2000年12月4日 2003年12月20日 - 2004年2月3日 | 101匹わんちゃん                                                                   | WDAJ（日米合作）                                  | WOWOW→Dch      | 全65話  |
| 11月2日 - 11月26日                                    | いつも心に太陽を!                                                                 | スタジオディーン                                  | TBS            | 全16話  |
| 11月8日 - 2000年3月31日                               | ヨシモトムチッ子物語（第2期）                                                     | ACiD FiLM                                         | TX             | 全92話  |
| 11月30日 - 12月24日                                   | Di Gi Charat                                                                      | マッドハウス                                      | TBS            | 全16話  |
| 12月1日 - 2000年1月31日                               | ゴジラ ザ・シリーズ                                                               | （日米合作）                                      | DirecTV        | 全40話  |
| 12月20日 - 12月24日                                   | お茶の水博士の「20世紀の贈りもの」                                                | 手塚プロダクション                                | WOWOW          | 全5話   |
| 12月20日 - 2000年1月7日                               | 風雲!戦国を駆ける武将 〜アニメ静岡県史〜                                          | シンエイ動画                                      | SATV           | 全13話  |
| 12月31日（特別番組）                                  | 世紀末伝説 ワンダフル タツノコランド                                              | タツノコプロ                                      | TBS            | 全1話   |
| 12月31日（特別番組）                                  | 手塚治虫アカデミー大賞                                                            | 手塚プロダクション                                | TBS            | 全1話   |
| 12月31日 - 2000年3月25日                              | モンキーマジック                                                                  | グループ・タック                                  | TX             | 全13話  |

1. ↑  未放送1話含む
2. ↑  特番1話含む
3. ↑  総集編1話含む
4. ↑  特番4話含む
5. ↑  日本側は東宝が製作に参加